# NGC 3692
NGC 3692 is een spiraalvormig sterrenstelsel in het sterrenbeeld Leeuw. Het hemelobject werd op 15 april 1784 ontdekt door de Duits-Britse astronoom William Herschel.

## Synoniemen
- UGC 6474
- MCG 2-29-32
- ZWG 67.84
- IRAS 11258+0940
- PGC 35314